# August Landmesser
August Landmesser (ur. 24 maja 1910 w Moorrege, zm. prawdopodobnie 17 października 1944 pod Stonem) – niemiecki robotnik stoczni Blohm und Voss w Hamburgu. Popularnie identyfikowany na słynnej fotografii wodowania okrętu szkolnego Horst Wessel z 13 czerwca 1936 jako jedyna osoba, która w tłumie gapiów nie wykonała hitlerowskiego pozdrowienia. Identyfikacja ta nie jest jednak całkowicie pewna.

## Życiorys
Urodził się we wsi Heidrege (obecnie części miasta Moorrege, niedaleko Hamburga) jako jedyne dziecko Augusta Franza Landmessera i Wilhelminy Magdaleny zd. Schmidtpott. Jego pierwszą żoną została Wunibalda Grundmann (ur. w 1907 r.), a w 1929 r. w Heidrege na świat przyszła ich córka. Aby znaleźć pracę, 1 kwietnia 1931 - wraz z krewnymi od strony matki - wstąpił do NSDAP, otrzymując numer członkowski 506 962. W lipcu 1935 r. zaręczył się z Żydówką Irmą Eckler (ur. w 1913 r.), a 29 października 1935 urodziła się im pierwsza córka – Ingrid. W styczniu 1937 r. skreślono go z listy członków NSDAP ze względu na „nieznane miejsce pobytu”. Na początku lipca 1937 r. całą rodziną próbowali nielegalnie przedostać się do Danii, lecz Augusta aresztowano. Wyszło wówczas na jaw, że Irma Eckler była w ciąży, oczekując kolejnej córki – Irene (ur. 6 sierpnia 1937). Jeszcze w lipcu 1937 r. Landmessera oskarżono o „zhańbienie rasy” na podstawie tzw. ustaw norymberskich, a 15 września 1937 tymczasowo aresztowano, przewożąc do więzienia Fuhlsbüttel w Hamburgu. Jednak w procesie Landmesser był w stanie wiarygodnie wykazać, że ani on, ani Irma Eckler nie wiedzieli, że jest ona „pełną Żydówką”, dlatego 27 maja 1938 uniewinniono go z powodu braku dowodów z zastrzeżeniem, że jeśli ponownie dopuścił się przestępstwa, grozi mu kara kilku lat więzienia. Landmesser kontynuował związek z Irmą Eckler, pojawiając się z nią publicznie. 15 lipca 1938 został ponownie aresztowany, a w kolejnym procesie skazany na 2,5 roku więzienia i przewieziony do obozu jenieckiego Börgermoor w Surwoldzie. Trzy dni po Landmesserze Gestapo zatrzymało również Irmę Eckler, początkowo umieszczając ją w więzieniu Fuhlsbüttel, następnie w obozach koncentracyjnych w Lichtenburgu i Ravensbrück, a w lutym 1942 r. w Centrum Eutanazji w Bernburgu, gdzie 28 kwietnia 1942 została zabita, co 20 grudnia 1949 potwierdził sąd rejonowy w Hamburgu-Altonie.
Po aresztowaniu obojga Landmesserów ich dzieci początkowo trafiły do miejskiego sierocińca. Następnie je rozdzielono; Ingrid pozwolono zamieszkać z babcią, zaś Irene pozostała w domu dziecka, a w 1951 r. trafiła do rodziny zastępczej. Po śmierci babci w 1953 r. Ingrid również trafiła do rodziców zastępczych. W dorosłym życiu Ingrid została sprzedawczynią, natomiast Irene najpierw księgarką, a potem nauczycielką.
19 stycznia 1941 Augusta Landmessera zwolniono z więzienia. Odtąd pracował jako brygadzista w oddziale przedsiębiorstwa transportowego Püst w Warnemünde. W lutym 1944 r. wcielono go do jednostki karnej, 999 Dywizji Piechoty. Podczas walk o miasto Ston na półwyspie Pelješac (wówczas w NPCh, obecnie w Chorwacji) został uznany za zaginionego w akcji 17 października 1944 i prawdopodobnie zginął.
W 1949 r. Sąd Rejonowy w Rostocku uznał go za zmarłego z datą śmierci 1 sierpnia 1949. Latem 1951 r. senat Hamburga uznał małżeństwo Augusta Landmessera i Irmy Eckler. Jesienią 1951 r. Ingrid i Irene otrzymały nazwisko ojca, jednak Irene nadal nazywała siebie Eckler.
W 1996 r. jedna z córek, Irene Eckler, opublikowała książkę Die Vormundschaftsakte 1935–1958: Verfolgung einer Familie wegen »Rassenschande« (tłum. Ustawa opiekuńcza 1935–1958: Prześladowanie rodziny za „zhańbienie rasy”; ISBN 978-3-9804993-0-9). Książka ta, opowiadając o historii jej rodziny, zawiera wiele oryginalnych dokumentów z wymienionych w tytule lat, włączając w to listy od jej matki i dokumenty urzędowe.

## Zdjęcie

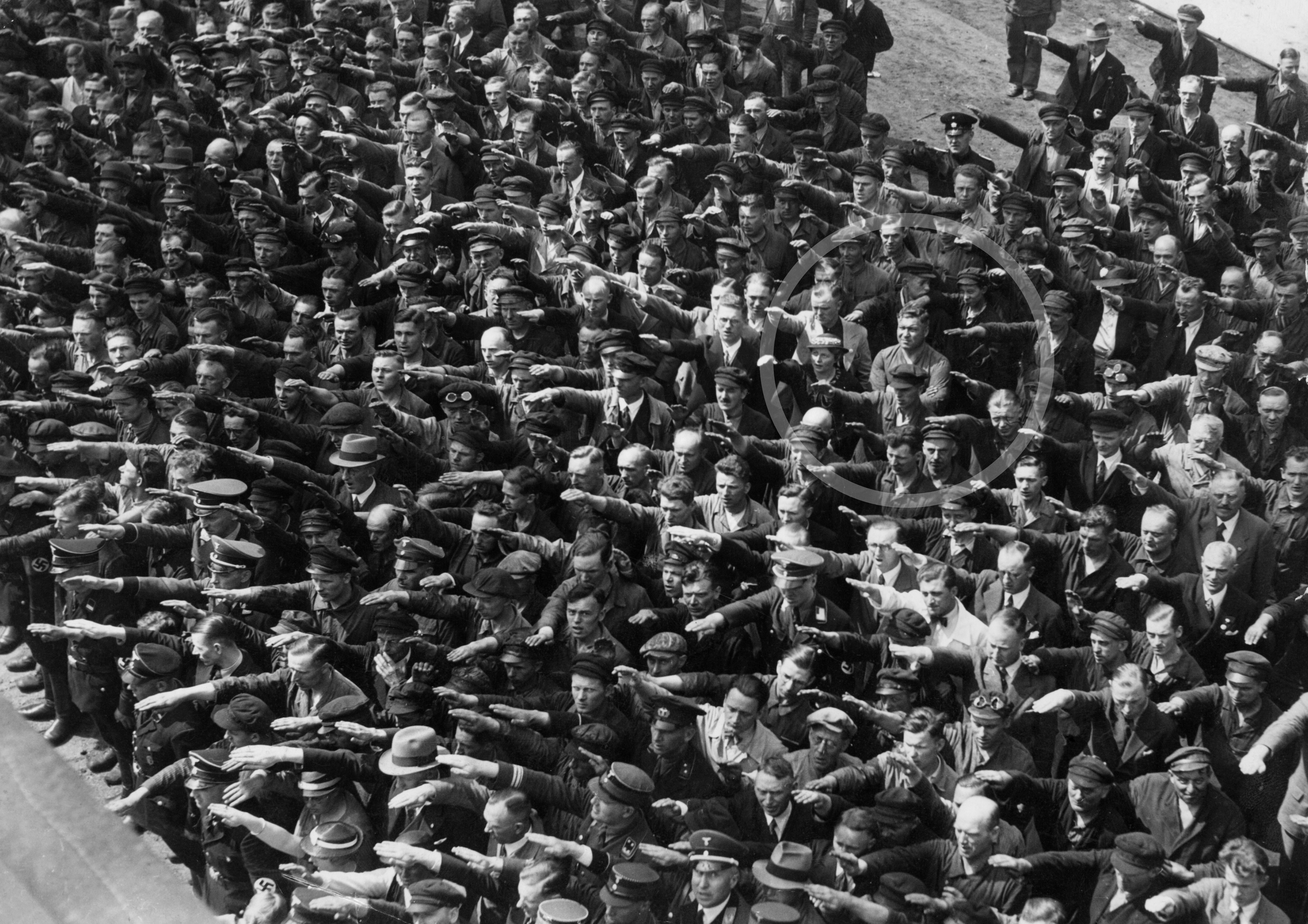
Wodowanie okrętu Horst Wessel, w okręgu widoczny mężczyzna nie wykonujący nazistowskiego pozdrowienia

August Landmesser jest popularnie wiązany z wizerunkiem mężczyzny uwiecznionego na słynnej fotografii z 13 czerwca 1936, który podczas wodowania okrętu Horst Wessel najwidoczniej z premedytacją nie wykonał hitlerowskiego pozdrowienia. Identyfikacja ta wzbudza jednak kontrowersje, a rzeczywista tożsamość mężczyzny nie została ustalona z całkowitą pewnością. Uwzględniono to również w podpisie zdjęcia na berlińskiej wystawie „Topografia Terroru” dodając adnotację że prawdopodobnie może być to August Landmesser. Jednocześnie spekuluje się, że mężczyzną na fotografii może być  Gustav Wegert (1890–1959).
Fotografię wykonano w 1936 roku, jednak popularność zdobyła dopiero na początku lat 90 XX w. Wtedy to odnaleziono ją w podziemnych archiwach ratusza w Hamburgu i zaczęto wielokrotnie publikować w niemieckiej prasie (po raz pierwszy w 1991 r. w „Die Zeit”). 15 listopada 1995 zdjęcie to pojawiło się w dzienniku politycznym „Hamburger Abendblatt”. Redakcja gazety wezwała przy tym czytelników, aby zgłaszali się, jeśli rozpoznają uwiecznioną na nim osobę.
W dniu publikacji Wolfgang Wegert rozpoznał w gazecie swojego ojca – Gustava Wegerta, jednak nie zdecydował się na zgłoszenie do redakcji. Natomiast kilka dni później zamieszczono w niej informację, że zgłosiła się do nich córka Augusta Landmessera rozpoznając na zdjęciu swojego ojca. W związku z tym „Hamburger Abendblatt” ogłosił identyfikację mężczyzny ze zdjęcia jako Landmessera i opublikował historię prześladowań, których on i jego żydowska narzeczona Irma Eckler doświadczyli ze strony nazistów.
Kilka lat później Wegert nawiązał kontakt z historyczką dr Simone Erpel, po natrafieniu w jej publikacji „Zivilcourage – Schlüsselbild einer unvollendeten Volksgemeinschaft” na informację, że identyfikacja mężczyzny ze zdjęcia nie jest całkowicie pewna, gdyż rodzinie Landmesserów nie udało się poprzeć dokumentami faktu, iż August Landmesser był w tym czasie pracownikiem stoczni. Wegert przedstawił natomiast oryginał świadectwa pracy swojego ojca z którego jednoznacznie wynikało, iż w latach 1934–1945 pracował on tam jako ślusarz. Ponadto według Wegerta z ustnych przekazów jego rodziców, ich przyjaciół oraz kolegi ojca ze stoczni wynikało, że jego ojciec ze względów religijnych z premedytacją odmawiał oddawania czci Hitlerowi, nigdy nie podnosił ręki do hitlerowskiego salutu, a na pozdrowienie „Heil Hitler” miał zawsze odpowiadać zwykłym „dzień dobry”. Fakt, że prowokacyjne zachowanie jego ojca nie spotkało się z żadnymi reperkusjami tłumaczył natomiast ochroną ze strony jego przełożonych, wynikającą z zapotrzebowania na wykwalifikowanych pracowników. Miało to również uchronić Gustav Wegerta przed powołaniem do wojska przez większą część wojny (poza krótkim epizodem w Volkssturmie przed samym jej końcem).